# Il·luminacions
Il·luminacions (o Les il·luminacions) és una col·lecció de poemes en prosa del poeta francés Arthur Rimbaud, apareguda parcialment en la revista parisenca La Vogue entre maig i juny de 1886. El text es reimprimí en forma de llibre a l'octubre de 1886 amb el títol Les Iluminations proposat pel poeta Paul Verlaine, antic amic i amant de Rimbaud. En el prefaci, Verlaine explica que el títol venia de la paraula anglesa iluminations, que era el subtítol que Rimbaud havia escollit per al llibre. Verlaine en data la composició entre 1873 i 1875.
Rimbaud escriu la majoria de poemes d'Il·luminacions en la seua estada a Anglaterra amb Verlaine. L'escriptura en continuà durant les peregrinacions de Rimbaud el 1873 des de Londres, on esperava trobar tranquil·litat per escriure, a Charleville i Stuttgart el 1875.

## Contingut, estil i temes

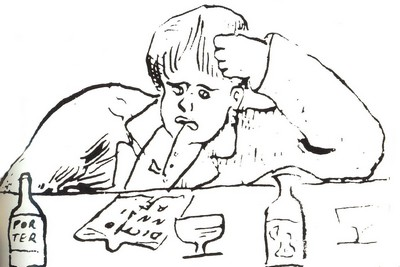
Dibuix de Rimbaud per Paul Verlaine

En gran part per les circumstàncies en què es publicaren els poemes d'Il·luminacions, no hi ha consens sobre l'ordre en què Rimbaud volia que n'aparegueren els poemes. Els editors segueixen algunes convencions respecte a l'ordre. Per exemple, quasi invariablement totes les publicacions d'Il·luminacions comencen amb el poema Després del diluvi. I malgrat aquesta controvèrsia, alguns experts remarquen que l'ordre dels poemes és irrellevant.
La col·lecció consta quasi exclusivament de poemes en prosa, i les úniques excepcions en són Marina i Moviment, en vers lliure. Aquests dos poemes són sorprenents no sols per ser excepcions en Il·luminacions, sinó per ser també els primers poemes en vers lliure escrits en francés. Entre els gèneres de prosa poètica i vers lliure, els poemes d'Il·luminacions tenen grans diferències. Tot i que influenciats pels poemes en prosa de Spleen de París de Charles Baudelaire, les proses de Rimbaud difereixen granment de les de Baudelaire perquè no tenen elements prosaics com narració de fets o transicions. Per això, els poemes en prosa de Rimbaud són més profunds i poètics que els de Baudelaire. Aquestes diferències també contribueixen al caràcter surrealista d'Il·luminacions. Tot i ser Rimbaud anterior al moviment surrealista, es considera que escrigué els primers texts d'aquest tipus per les al·lucinacions i els aspectes onírics dels seus poemes. Un altre aspecte de l'estil de Rimbaud, que també contribuí al caràcter visionari dels seus poemes, és l'ús de paraules pel seu poder evocatiu més que pel seu significat literal. I a més d'aquests aspectes estilístics, Il·luminacions tenen gran varietat d'imatges sensorials.
Com els poemes d'aquesta col·lecció són tan diversos i amb tant de contingut, enclouen molts temes. Un tema evident n'és la protesta. Hi apareix des del primer poema, Després del diluvi, i continua en altres poemes del text. En Il·luminacions, Rimbaud sembla protestar de quasi tot el que la societat actual ofereix. Un altre tema recurrent n'és l'ambient ciutadà, sobretot en el poema Ciutat. Aquest tema apareix en almenys sis poemes d'Il·luminacions, i se n'esbossa en molts altres. Temes com l'angoixa, l'èxtasi, la metamorfosi, la natura, els viatges, la creació i la destrucció hi són presents.

## Rerefons
Ningú sap exactament quan escrigué Rimbaud Il·luminacions. Es pot dir, però, que fou en diferents dates. Els poemes, els escrigué en diversos llocs, com París, Londres i Bèlgica. I Rimbaud visqué amb persones diferents mentre escrivia el text: amb Verlaine a París des de setembre de 1871 fins a juliol de 1872, i feren un petit viatge a Charleville al març, abril i maig. Després tots dos viatgen a Bèlgica i a Londres l'agost de 1872. Aquest viatge li dona a Rimbaud les imatges que usaria en els seus poemes amb fons de ciutat anglesa. Tots dos romanen tot l'any següent a Londres, amb Rimbaud visitant dues vegades Charleville. Durant aquests mesos amb Verlaine, Rimbaud cresqué i madurà. La majoria de poemes d'Il·luminacions els escrigué en aquest període. Rimbaud fins i tot retrata dos amics en el seu poema Vagabunds, que Verlaine reconeix després com ells dos.
Quan la seua relació amb Verlaine acaba amb l'episodi de Brussel·les, Rimbaud se'n va a viure amb Germain Nouveau a Londres el 1874; corregeix alguns poemes i n'escriu altres de nous per a Il·luminacions. Quant als manuscrits de l'obra, se sap que en el cas de Ciutats [I], i en part de Metropolità (copiat amb la cal·ligrafia de Rimbaud i Nouveau), només se'n conserven els autògrafs de Nouveau. La naturalesa de la relació entre Nouveau i Rimbaud roman desconeguda per manca d'informació de la seua vida en comú. Tot i que no se sap massa del que feu Rimbaud en aquest any, al febrer de 1875 Rimbaud dona el text subtitulat Iluminations a Verlaine.

## Opinió crítica
Rimbaud fou el tema central d'un capítol complet del llibre Els poetes maleïts de Paul Verlaine, mostrant la gran devoció que tenia Verlaine pel jove poeta. També escrigué la introducció a l'edició de 1891 d'Il·luminacions, indicant que malgrat els anys en què ningú havia sentit parlar de Rimbaud, les seues obres continuaven sent rellevants.
Albert Camus denominà Rimbaud "el poeta de la rebel·lia, i el més gran que n'hi ha hagut".

## Influència i llegat
El professor de la Universitat d'Exeter, Martin Sorrell, afirmà que Rimbaud fins hui dia és influent i no sols en cercles "literaris i artístics", sinó en estrats polítics, inspirador de revolucions antiracionalistes a Amèrica, Itàlia, Rússia i Alemanya. Sorrell aclama a Rimbaud com un poeta d'alta reputació en els nostres dies, indicant la seua influència sobre el músic Bob Dylan, Luis Alberto Spinetta i escriptors com Octavio Paz i Christopher Hampton.
Simbolisme: la revista La Vogue fou la primera a publicar Il·luminacions. Sabent poc sobre Rimbaud, el seu editor Gustave Kahn l'introduí com "l'Arthur Rimbaud tardà", facilitant així la seua adopció per part dels simbolistes com una figura poètica llegendària. L'estil i les eleccions sintàctiques de Rimbaud apuntaven a tendències simbolistes, com l'ús de substantius plurals abstractes.
Dadaisme: en el seu rebuig al món sensible i lògic, el dadaisme aclamà l'habilitat de Rimbaud per escriure coses abstractes i irrealitzables. Això recolzà el rol de Rimbaud en les revolucions ja que el dadaisme fou en si una protesta contra el capitalisme, que ells creien que era l'arrel de totes les guerres.
Surrealisme: la poesia de Rimbaud fou "surrealista fins i tot abans que el mot s'haguera inventat o que el moviment haguera aparegut". Malgrat que els membres d'aquest grup deshonraven tota art anterior al seu temps, Rimbaud fou un dels pocs predecessors a ser reconegut per ells. Com els dadaistes, els surrealistes no acceptaven la racionalitat, que ells consideraven la font de tota tristesa i injustícia. La passió de Rimbaud per tractar de canviar la vida feia ressò a la crida del surrealisme per canviar la realitat per mitjà d'impossibles. Una gran diferència entre els surrealistes i Rimbaud és que Rimbaud mai s'abandonà a l'escriptura automàtica, mètode que pregonava el surrealisme.
L'obra inspirà el cicle de cançons per a veu i corda de Benjamin Britten, Illuminations, el 1939.

## Poemes que conté
- Après li Déluge (Després del diluvi)
- Enfance (Infància);
- Conte (Conte);
- Parade (Parada);
- Antique (Antic);
- Being Beauteous (Being Beauteous);
- O la face cendrée (O la faç cendrosa);
- Vies (Vides);
- Départ (Partida);
- Royauté (Reialesa);
- A une raison (A una raó);
- Matinée d'ivresse (Matí d'embriaguesa);
- Phrases (Frases);
- Ouvriers (Obrers);
- Els Ponts (Els ponts);
- Ville (Ciutat);
- Ornières (Carrils);
- Villes [II] (Ce sont donis villes...) [Ciutats [II] (Són ciutats...)];
- Vagabonds (Rodamons);
- Villes [I] (L'acropole officielle...) [Ciutats [I] (L'acròpoli oficial...)];
- Veillées (Vigílies);
- Mystique (Mística);
- Aube (L'alba);
- Fleurs (Flors);
- Nocturne vulgaire (Nocturn vulgar);
- Marine (Marina);
- Fête d'hiver (Festa d'hivern);
- Angoisse (Angoixa);
- Métropolitain (Metropolità);
- Barbare (Bàrbar);
- Fairy (Fairy);
- Guerre (Guerra);
- Soldi (Sou);
- Jeunesse (Joventut);
- Promontoire (Promontori);
- Dévotion (Devoció);
- Démocratie (Democràcia);
- Scènes (Escenes);
- Soir historique (Nit històrica);
- Bottom (Bottom);
- H (H);
- Mouvement (Moviment);
- Génie (Geni);